# NGC 3640
NGC 3640 este o galaxie eliptică situată în constelația Leul. A fost descoperită în 23 februarie 1784 de către William Herschel. Se află la o distanță de 26,92 de megaparseci de Pământ.